# Polypodium sepultum
Polypodium sepultum là một loài dương xỉ trong họ Polypodiaceae. Loài này được Kaulf. mô tả khoa học đầu tiên năm 1824.
Danh pháp khoa học của loài này chưa được làm sáng tỏ. 